# 第五届全国智力运动会
第五届全国智力运动会于2023年10月25日至11月4日在安徽省合肥市举行。

## 掼牌
2023年10月19日表演项目掼牌（掼蛋）比赛在江苏省淮安市涟水县今世缘酒店战罢。此次为全国智力运动会开赛以来，首次将掼蛋列为比赛项目。
| 項目       | 金牌                  | 银牌                  | 铜牌                  |
| 男子双人组 | 周笑宇/雍建军（江苏)  | 顾德胜/王剑（安徽）   | 李勇/张小果（湖北）   |
| 女子双人组 | 王学琴/葛珍梅（江苏） | 宣琳/李爱峰（安徽）   | 詹佳丽/詹丽（浙江）   |
| 混合双人组 | 蒋莉/张荣理（安徽）   | 顾建忠/吴祝琴（江苏） | 林泽青/朱海晴（中企） |

## 围棋
含11个竞赛项目：专业（职业）男子团体（上场5人）、专业（职业）女子团体（上场3人）、全民团体（限报7人，分别由第一台10岁以下、第二台10岁至19岁、第三台20岁至29岁、第四台30岁至39岁、第五台40岁至49岁、第六台50岁以上和第七台（女子棋手）组成，仅限业余棋手参赛）、混合双人、大学生个人、专业（职业）男子个人（每队限报3人）、专业（职业）女子个人（每队限报2人）、专业（职业）男子个人快棋（每队限报2人）、专业（职业）女子个人快棋（每队限报2人）、业余男子个人（每队限报2人）、业余女子个人（每队限报2人）。
| 項目                       | 金牌                                                       | 银牌                                                             | 铜牌                                                           |
| 专业（职业）男子团体赛     | 深圳队（辜梓豪、杨楷文、时越、陶欣然、彭立峣）             | 上海队（连笑、李维清、王星昊、黄明宇、李泽锐）                   | 云南队（柯洁、刘宇航、柳琪峰、陈翰祺、寇政岩）                 |
| 专业（职业）女子团体赛     | 浙江队（周鸿余、吴依铭、方若曦）                           | 上海队（唐嘉雯、芮迺伟、唐奕）                                   | 江苏队（於之莹、王晨星、李思璇）                               |
| 全民团体赛                 | 上海队（尹荃、黄海承、赵健男、王琛、胡煜清、胡子真、陈思） | 浙江队（项宇泽、陈思远、郑彦杰、曹汝旭、李陆阳、周叶蕾、章重恒） | 江苏队（冯致远、李林璞、王子轩、周振宇、孟繁雄、韩斌、刘子萌） |
| 专业（职业）男子个人快棋赛 | 辜梓豪（深圳队）                                           | 谢尔豪（四川队）                                                 | 连笑（上海队）                                                 |
| 专业（职业）女子个人快棋赛 | 汪雨博（浙江队）                                           | 於之莹（江苏队）                                                 | 陈一鸣（广东）                                                 |
| 专业（职业）男子个人赛冠军 | 丁浩（浙江队）                                             | 黄静远（山西队）                                                 | 时越（深圳队）                                                 |
| 专业（职业）女子个人赛冠军 | 周泓余（浙江队）                                           | 李赫（山西队）                                                   | 李思璇（江苏队）                                               |
| 业余女子个人赛冠军         | 章重恒（浙江队）                                           | 陈思（上海队）                                                   | 周乐萱（河北队）                                               |
| 业余男子个人赛             | 王琛（上海队）                                             | 杨楚焜（福建队）                                                 | 周振宇（江苏队）                                               |
| 大学生个人赛               | 廖元赫（四川队）                                           | 何旸（湖北队）                                                   | 沈沛然(上海队)                                                 |
| 混合双人赛                 | 范廷钰/王爽（山东队）                                      | 檀啸/方若曦（浙江队）                                            | 芈昱廷/於之莹（江苏队）                                        |